# 通契·加布里奇
通契·加布里奇（1961年11月11日—2024年10月28日），克罗地亚男子足球运动员，场上位置是守门员。他曾代表克罗地亚参加1996年欧洲足球锦标赛，结果队伍止步八强。